# Friesland (Paraguay)
Friesland of Colonia Friesland is een in 1937 gestichte Mennonietenkolonie in het oosten van Paraguay. De kolonie is gesticht door Rusland-Duitsers. De nederzetting heeft circa 700 inwoners. In de kolonie wordt door een groot deel van de bevolking Plautdietsch gesproken. De mennonitische gemeenschap in Paraguay staat bekend om haar strenge geloofsregels. De gezinnen zijn groot, trouwen buiten de eigen gemeenschap wordt niet geaccepteerd, hoewel de regels de laatste jaren minder streng worden toegepast als voorheen. De kolonie Friesland is minder conservatief dan het nabijgelegen Rio Verde. De bakstenen dorpskerk van Friesland telt 400 zitplaatsen.